# Иванюженков, Борис Викторович
Бори́с Ви́кторович Иваню́женков (род. 25 февраля 1966, Реутов, Московская область) — российский спортивный функционер и государственный деятель. Депутат Государственной думы VI, VII, VIII созывов с 2011 года. Министр РФ по физической культуре, спорту и туризму (1999—2000), вице-президент Паралимпийского комитета России, Председатель Совета Общероссийской общественной организации «Всероссийская федерация спорта лиц с поражением опорно-двигательного аппарата», член Исполнительного комитета Федерации хоккея России, президент Федерации бокса России (2009—2016). Заслуженный тренер России (2000).
Из-за поддержки российской агрессии во время российско-украинской войны находится под персональными международными санкциями.

## Биография
Родился 25 февраля 1966 года в городе Реутове в семье офицера ВС СССР, мать — учительница средней школы. В 15 лет начал заниматься борьбой. В 1983 году окончил среднюю школу № 7 города Мытищи. После школы поступил в ГПТУ № 27 города Подольска. Выполнил звание мастера спорта по греко-римской борьбе, неоднократно становился призёром и победителем международных и российских турниров. В 1984 году был призван в армию. Проходя службу, начал тренерскую работу, стал тренером 13-го спортклуба армии.
В 1986—1996 годах работал тренером-преподавателем ДЮСШ спортивного клуба имени Калинина в Подольске. В 1996 году был избран вице-президентом Федерации спортивной борьбы России, членом ОКР, а в 1997 году — первым вице-президентом ФСБР. В это же время, по одной из версий, Иванюженков под кличкой «Ротан» входил в Подольскую ОПГ. Позднее он признавал наличие проблем с законом в прошлом, но отвергал какие-то связи с ОПГ, при этом отмечая, что сам достаточно хорошо знает лидера ОПГ Лалакина как однокурсника по ПТУ. Иванюженков говорил, что против него возбуждались уголовные дела в 1989 и 1992 годах по обвинению в изнасиловании и незаконном хранении оружия соответственно, однако никакого отношения к ОПГ они не имели и были прекращены.
В 1995 году окончил Московскую государственную академию физической культуры по специальности «физическая культура и спорт», присвоена квалификация преподавателя физической культуры, тренера. В 1996 году организовал в Подольске Центральный спортивный клуб «Витязь» и был избран его президентом. С 1999 года по 2000 год Иванюженков был министром Российской Федерации по физической культуре, спорту и туризму.
В 2000 году он окончил Московскую государственную юридическую академию по специальности «юрист». Присвоено почётное звание Заслуженного тренера России. С 2001 года — советник председателя Госкомспорта РФ. В 2002 году защитил диссертацию на соискание учёной степени кандидата педагогических наук. В январе 2003 года зачислен в очную докторантуру Санкт-Петербургской Государственной академии физической культуры. С февраля 2003 года решением учредителей Подольского социально-спортивного института (ПССИ) избран президентом-ректором. В 2006 году был избран вице-президентом Паралимпийского комитета России. С 2006 года является председателем межрегионального координационного совета «Хоккей Регион Центр». В 2007 году избран первым вице-президентом Федерации бокса России.
С 2011 года по 2016 год — депутат Государственной думы VI созыва (2011—2016), избран в составе федерального списка кандидатов, выдвинутого Коммунистической партией Российской Федерации. Состоял членом комитета ГД по природным ресурсам, природопользованию и экологии. На выборах в Государственную Думу Российской федерации в 2016 году был выдвинут по обещефедеральному списку КПРФ в региональной группе 27- Московская область 6 номером.

### Семья
Жена — Наталья Иванюженкова.
Старший сын — Антон (род. 2 января 1994), хоккеист, играл за «Витязь». В 2016 году, управляя автомобилем, въехал в автобусную остановку и сбил двоих пешеходов.
Младший сын — Артём (род. 24 марта 1998), хоккеист, игрок «Сочи». Воспитанник школы хоккейного клуба «Витязь», играл за клуб до конца сезона 2021/2022, с сезона 2022/2023 играет за «Сочи». 12 июля 2020 года, находясь за рулём своего автомобиля, насмерть сбил велосипедиста.
Дочь Анастасия.

## Общественная деятельность
В 1997 году был избран депутатом Московской областной думы. Выполнял обязанности Заместителя председателя комитета по молодёжной политике, физической культуре и спорту.
В 2000 году по его инициативе и при его непосредственном участии был построен многофункциональный Культурно-спортивный комплекс «Ледовый дворец „Витязь“» в г. Подольск. В номинации «Проект 2000 года» КСК «Ледовый дворец „Витязь“» был признан лучшим спортивным объектом.

## Криминальная деятельность
Входил в группу лидеров Подольской организованной преступной группировки, ведомой Сергеем Лалакиным — одной из мощнейших ОПГ России 1990-х годов. Был известен под кличкой «Ротан». Иванюженков признавал наличие проблем с законом в прошлом, что против него возбуждались уголовные дела в 1989 и 1992 годах по обвинению в изнасиловании и незаконном хранении оружия соответственно, но отвергал какие-то связи с ОПГ, при этом отмечая, что сам достаточно хорошо знает Лалакина как однокурсника по ПТУ.

## Международные санкции
Из-за поддержки российской агрессии и нарушения территориальной целостности Украины во время российско-украинской войны находится под персональными международными санкциями разных стран.
23 февраля 2022 года внесён в санкционные списки стран Евросоюза за действия и политику, которые подрывают территориальную целостность, суверенитет и независимость Украины и еще больше дестабилизируют Украину.
24 февраля 2022 года включён в санкционный список Канады «близких соратников режима» за голосование о признании независимости «так называемых республик в Донецке и Луганске».
24 марта 2022 года, на фоне вторжения России на Украину, включен в санкционный список США за «соучастие в войне Путина» и «поддержку усилий Кремля по вторжению в Украину», Госдеп США заявил что депутаты Госдумы используют свои полномочия для преследования инакомыслящих и политических оппонентов, нарушают свободу информации, ограничивают права человека и основные свободы граждан России.
По аналогичным основаниям с 11 марта 2022 года находится под санкциями Великобритании. С 25 февраля 2022 года находится под санкциями Швейцарии. С 26 февраля 2022 года находится под санкциями Австралии. С 12 апреля 2022 года находится под санкциями Японии. Указом президента Украины Владимира Зеленского от 7 сентября 2022 находится под санкциями Украины. С 3 мая 2022 года находится под санкциями Новой Зеландии.

## Награды
- Орден Дружбы (2017) — за успешную подготовку спортсменов, добившихся высоких спортивных достижений на Играх XXXI Олимпиады 2016 года в городе Рио-де-Жанейро (Бразилия)[24].
- Медаль ордена «За заслуги перед Отечеством» I степени (2014) — за большой вклад в подготовку и проведение XI Паралимпийских зимних игр 2014 года в городе Сочи[25].
- Медаль ордена «За заслуги перед отечеством» II степени (1997), как руководитель делегации, внесший значительный вклад в организацию и проведение соревнований по греко-римской борьбе на Олимпиаде в Атланте 1996 года[26].
- Медаль «В память 850-летия Москвы» (1997) — за большой вклад в развитие профессионального и детско-юношеского спорта.
- «Золотой знак FILA» (1998) — за вклад в развитие международных спортивных отношений Международной Ассоциацией Спортивной Борьбы.
- «Человек 2000 года» — признан как инициатор проекта многофункционального Культурно-спортивного комплекса «Ледовый дворец „Витязь“».
- Патриаршая грамота (2001), награждён Патриархом Московским и Всея Руси Алексием II.
- Знак Губернатора Московской области «За полезное» (2006) — за плодотворную деятельность и большой вклад в развитие спорта в Московской области.
- Звание «Почётный гражданин г. Подольска».
- Две Почётные грамоты Президента Российской Федерации и благодарность Президента Российской Федерации «за заслуги в развитии физической культуры и спорта и многолетнюю добросовестную работу (2010—2011)».